# Pol Neveux
Pol Louis Neveux (Reims, 25 d'agost de 1865 - Garches, 26 de març de 1939) va ser un escriptor francès i membre de l'Acadèmia Goncourt. Va ser inspector general de les biblioteques de França de 1902 fins a 1935. Pol Neveux nasqué dins una família benestant del país, el seu pare Jules Neveux era notari i conseller municipal de la ciutat. Tot i que va fer estudis de dret, es dedicà a la literatura francesa. Es va casar el 1904 a París amb Céline Mathilde Antoinette Pellet, dita Marcellin Pellet. Va ser sotsbibliotecari a la Biblioteca Mazarina i bibliotecari a l'Escola de Belles Arts. Després fou cap en segon al gabinet de Georges Leygues, ministre d'educació pública i belles arts. S'interessà a l'obra de Guy de Maupassant, autor sobre el qual publicà un estudi el 1908. Va tenir molts lligams amb els escriptors que envoltaven Emile Zola. Substituí el seu amic Henry Céard a l'Acadèmia Goncourt el 19 de novembre de 1924. Després de la seva mort, el 1939, la seva esposa va llegar mobiliari del segle xviii al museu de Belles Arts de Reims i a la biblioteca municipal una col·lecció enorme de catàlegs de vendes públiques.

## Obres
- Golo (1897)
- La douce enfance de Thierry Seneuse (1916)
- Le souvenir de Marc Lafargue (1928)